# Леде-ен-Аудевард
Леде-ен-Аудевард (нід. Lede en Oudewaard) — селище в нідерландській провінції Гелдерланд. Входить до муніципалітету Недер-Бетюве.
Його площа становить 2,10км², а населення станом на 2021 рік складало 425 осіб.
До 1822 року мало статус окремого муніципалітету.